# Lugus
Lugus ist eine philippinische Stadtgemeinde auf der gleichnamigen Insel Lugus in der Provinz Sulu. Sie hat 21.897 Einwohner (Zensus 1. August 2015).

## Baranggays
Lugus ist politisch in 17 Baranggays unterteilt.
| - Alu Bus-Bus - Alu-Duyong - Bas Lugus - Gapas Rugasan - Gapas Tubig Tuwak - Huwit-huwit Bas Nonok - Huwit-huwit Proper - Kutah Parang - Laha | - Larap - Lugus Proper - Mangkallay - Mantan - Pait - Parian Kayawan - Sibul - Tingkangan |